# David Sharpe (athlétisme)
Pour les articles homonymes, voir David Sharpe.
David Sharpe  (né le 8 juillet 1967) est un athlète britannique, spécialiste des courses de demi-fond.

## Biographie
Titré lors des Championnats du monde juniors de 1986, il remporte la médaille d'or du 800 m à l'occasion des Championnats d'Europe en salle 1989 de Budapest, devançant notamment le Néerlandais Rob Druppers et le Suisse Gert Kilbert. Il se classe par ailleurs deuxième des Championnats d'Europe de 1990 derrière son compatriote Tom McKean.
En 1992, David Sharpe remporte le 800 m de la Coupe du monde des nations, à La Havane, en devançant le Kényan William Tanui et l'Italien Andrea Benvenuti.

### Palmarès
| Date | Compétition                    | Lieu      | Résultat | Épreuve |
| ---- | ------------------------------ | --------- | -------- | ------- |
| 1986 | Championnats du monde juniors  | Athènes   | 1er      | 800 m   |
| 1988 | Championnats d'Europe en salle | Budapest  | 1er      | 800 m   |
| 1990 | Championnats d'Europe          | Split     | 2e       | 800 m   |
| 1992 | Coupe du monde des nations     | La Havane | 1er      | 800 m   |

### Records
| Épreuve | Épreuve   | Performance   | Lieu    | Date            |
| ------- | --------- | ------------- | ------- | --------------- |
| 800 m   | Plein air | 1 min 43 s 98 | Zurich  | 19 août 1992    |
| 800 m   | Salle     | 1 min 46 s 92 | Glasgow | 30 janvier 1993 |